# Наумов Сергій Олександрович (артист)
Нау́мов Сергі́й Олекса́ндрович (* 9 червня 1952, Київ) — український артист музичної комедії, актор Київського театру оперети. Заслужений артист України (2009).

## Життєпис
Сергій Наумов народився у Києві 9 червня 1952.
Навчався на радіофакультеті Київського інституту інженерів цивільної авіації, виступав з друзями у рок-гурті, який був запрошений на зйомки фільму «Корабель закоханих». Після зйомок фільму за порадою актора Г. Варакути вступив до театральної студії при київській опереті, покинувши інститут після третього курсу. Студією тоді керував художній керівник театру В. В. Бегма. Після закінчення навчання Сергій Наумов почав працювати в Київському театрі оперети.
«Обдарування цього характерного комічного актора забезпечило йому дорогу на сцену театру оперети одразу ж по закінченні студії при театрі. Він неповторний у таких виставах, як „Ніч у Венеції“, „Весела вдова“, „Кажан“, „Моя чарівна леді“, „Містер Ікс“, „Сорочинський ярмарок“, „Циганський барон“. А найбільше радості та задоволення він дарує маленьким глядачам у музичних казках театру — „Лампа Аладдіна“, „Білосніжка та семеро гномів“, „Пригоди бременських музикантів“», — відзначається на офіційному сайті театру.

## Ролі
- Унтер-офіцер Лоріо («Мадемуазель Нітуш» Ф. Ерве)
- Помічник чергового («Кажан» Й. Штрауса)
- Радник Кромон («Весела вдова» Ф. Легар)
- Карнеро («Циганський барон» Й. Штрауса)
- Попс («Цілуй мене, Кет!» К. Портера)
- Пуассон («Містер ікс» І. Кальмана)
- Паріджі («Фіалка Монмартра» І. Кальмана)
- Кріт («Чіполліно» за Дж. Родарі)
- Шинкар («Сорочинський ярмарок» О. Рябова)
- Джордж (хазяїн таверни), Людина із Челсі («Моя чарівна леді» Ф. Лоу)
- Професор («Таке єврейське щастя» І. Поклада)
- Нортон («Sugar або В джазі тільки дівчата» Д. Стайна)
- Міністр «білої троянди» («Голландочка» І. Кальмана)
- Король Фрідріх («Білосніжка та семеро гномів» В. Домшинського)
- Чаклун («Лампа Аладдіна» С. Бедусенка)
- Блазень («Пригоди бременських музикантів» Г. Гладкова)
- Філіппо («Ніч у Венеції» Й. Штрауса)